# Emmanuel Daumas
 (janvier 2017).
Si vous disposez d'ouvrages ou d'articles de référence ou si vous connaissez des sites web de qualité traitant du thème abordé ici, merci de compléter l'article en donnant les références utiles à sa vérifiabilité et en les liant à la section « Notes et références ».
Pour les articles homonymes, voir Daumas.
Emmanuel Daumas est un comédien et un metteur en scène de théâtre français formé à l'École nationale supérieure des arts et techniques du théâtre de 1996 à 1999.

## Théâtre

### Comédien
- 1994 : Le Moine de Matthew Gregory Lewis, mise en scène Noëlle Casta
- 1994 : Les Caprices de Marianne d’Alfred de Musset, mise en scène Armand Giordani
- 1995 : Les Habits neufs de l’empereur d'Hans Christian Andersen, mise en scène Edouardo Caldas
- 1995 : Théâtre à la volée acte I, mise en scène Michel Crespin
- 1995 : Le Satyre de la Villette de René de Obaldia, mise en scène collective
- 1996 : Théâtre à la volée acte II, mise en scène Michel Crespin
- 1996 : Électre d’Euripide, mise en scène Christian Benedetti, Théâtre du Gymnase
- 1997 : Baal de Bertolt Brecht, mise en scène Véronique Vellard
- 1998 : Les Femmes savantes de Molière, mise en scène Emmanuel Daumas
- 1998 : La Maison d’os de Roland Dubillard, mise en scène Michel Raskine, ENSATT
- 1999 : Les Cancans de Carlo Goldoni, mise en scène Nada Strancar
- 2000 : Lettres de cinéastes, mise en scène Richard Brunel
- 2000 : Le Guide des jeunes à l'orchestre de Benjamin Britten, mise en scène Andreï Mikowsli
- 2001 : L'Âge d'or de Luis Buñuel, mise en scène Richard Brunel
- 2002 : L’Éboulement de Jacques Dupin, mise en scène Dominique Valadié
- 2002 : Le Songe d’une nuit d’été de William Shakespeare, mise en scène Claudia Stavisky, Nuits de Fourvière
- 2002 : Le Voyage de monsieur Perrichon d'Eugène Labiche, mise en scène Laurent Pelly, Centre dramatique national des Alpes
- 2003 : Vendre de Laurent Pelly et Agathe Mélinand, mise en scène Laurent Pelly
- 2003 : Le Voyage de monsieur Perrichon d'Eugène Labiche, mise en scène Laurent Pelly, Théâtre de la Criée, Théâtre des Treize Vents
- 2004 : Le Roi nu d'Evguéni Schwartz, mise en scène Laurent Pelly, MC2
- 2004 : Pulsion de Franz Xaver Kroetz, mise en scène Emmanuel Daumas, Théâtre de l'Elysée, Lyon
- 2005 : Foi, amour, espérance d’Ödön von Horváth, mise en scène Laurent Pelly, MC2
- 2005 : Le Roi nu d'Evguéni Schwartz, mise en scène Laurent Pelly, Théâtre de la Criée, Théâtre de l'Athénée-Louis-Jouvet
- 2005 : Amours sourdes, aveugles malentendantes de Laurence Bosmans, mise en scène Eddy Letexier
- 2006 : Le Songe d'August Strindberg, mise en scène Laurent Pelly, MC2
- 2006 : Une visite inopportune de Copi, mise en scène Laurent Pelly, Théâtre de l'Ouest parisien, Maison des arts et de la culture de Créteil
- 2007 : Une visite inopportune de Copi, mise en scène Laurent Pelly, MC2
- 2008 : Le Roi nu d'Evguéni Schwartz, mise en scène Laurent Pelly, TNT-Théâtre national de Toulouse Midi-Pyrénées
- 2008 : Le Menteur de Carlo Goldoni, mise en scène Laurent Pelly, TNT-Théâtre national de Toulouse Midi-Pyrénées, tournée
- 2009 : Le Menteur de Carlo Goldoni, mise en scène Laurent Pelly, Théâtre des Célestins, tournée
- 2009 : Les Muses théâtre musical de Camille Germser, mise en scène de l'auteur et Emmanuel Daumas, Théâtre de la Renaissance Oullins
- 2010 : Mille francs de récompense de Victor Hugo, mise en scène Laurent Pelly, TNT-Théâtre national de Toulouse Midi-Pyrénées
- 2010 : Le Menteur de Carlo Goldoni, mise en scène Laurent Pelly, Théâtre du Gymnase, TNT-Théâtre national de Toulouse Midi-Pyrénées, tournée
- 2012 : Macbeth de William Shakespeare, mise en scène Laurent Pelly, Théâtre national de Toulouse Midi-Pyrénées
- 2013 : Erik Satie - Mémoires d'un amnésique d'Agathe Mélinand, musique et mots d'Erik Satie, Théâtre national de Toulouse Midi-Pyrénées
- 2015 : L'Oiseau vert de Carlo Gozzi, mise en scène Laurent Pelly, Théâtre de la cité TNT
- 2020 : Bug de Tracy Letts, mise en scène Emmanuel Daumas, théâtre des Célestins, La Scala Paris

### Metteur en scène
- 1998 : Les Femmes savantes de Molière
- 2003 : La Montée de l'insignifiance de Cornelius Castoriadis,
- 2004 : L'Échange de Paul Claudel, ENSATT, Lyon
- 2004 : Pulsion de Franz Xaver Kroetz, Théâtre de l'Elysée, Lyon
- 2005 : In Situ, avec Camille Germser, Théâtre de l'Elysée, Lyon
- 2005 : La Tour de la Défense de Copi, MC2
- 2005 : L'Ignorant et le fou de Thomas Bernhard, Théâtre de l'Athénée-Louis-Jouvet, MC2
- 2009 : Les Muses théâtre musical de Camille Germser, mise en scène avec l'auteur, Théâtre de la Renaissance Oullins
- 2010 : L'Impardonnable Revue pathétique et dégradante de Monsieur Fau de Michel Fau, Théâtre du Rond-Point
- 2011 : Les Nègres, Cotonou, Nuits de Fourvière, Théâtre national de Toulouse Midi-Pyrénées, Théâtre des Treize Vents
- 2011 : La Pluie d'été de Marguerite Duras, Théâtre du Vieux-Colombier (Comédie-Française)
- 2013 : Candide de Voltaire, Studio-Théâtre
- 2020 : Bug de Tracy Letts, théâtre des Célestins, La Scala Paris

- 2021 : Dom Juan de Molière, Comédie-Française
- 2024: Cyrano de Bergerac d'Edmond Rostand, Comédie-Française
- 2024: L'Olimpiade  de Antonio Vivaldi, Théâtre des Champs-Elysées